# Hypena assimilis
Hypena assimilis är en fjärilsart som beskrevs av George Francis Hampson 1891. Hypena assimilis ingår i släktet Hypena och familjen nattflyn. Inga underarter finns listade i Catalogue of Life.